# Qidi Wu
Wu Qidi (transliteración 吴启迪) es una política e ingeniera china. Es la presidenta actual de la Asociación Shanghái en el extranjero de Retorno de Becarios.

## Educación
En 1970, Wu completó su licenciatura en ingeniería electrónica por la Universidad Tsinghua. Trabajó como técnica en una fábrica de equipamientos para la Oficina Central Yunnan de telecomunicaciones hasta que en 1975, se mudó a Pekín para ser una técnica en el Instituto de Estandarización de Electrónica de China.
En 1978, Wu completó sus estudios de maestría por la Tsinghua Universidad, investigando instrumentos de precisión y trabajando como una ingeniera asistente. De 1981 a 1986, Wu estudió para el PhD en el Escuela Politécnica Federal de Zúrich.

## Carrera
De 1986 a 1989, Wu trabajó como profesora conferenciante en la Universidad Tongjiantes de devenir profesora asistente, y luego profesora. En 1993, fue designada vicepresidenta de la Universidad Tongji, antes de acceder como presidenta en 1995. Durante su presidencia, el número de estudiantes en Tongji aumentó de 27.000 a 56.000 y los fondos disponibles para investigaciones aumentó tres veces.
En 2002, fue miembro alterno del 16.º Congreso Nacional del Partido Comunista de China.
En 2003, fue designada Viceministra de Educación, además de devenir una Vicecatedrática de la Federación de Mujeres de China.

## Honores y premios
- Cruz magnífica de Mérito de la República Federal Alemana (1999).
- Henry Fok Premio de Beca de MOE para Profesores Jóvenes (1988)